# 圣奥斯定堂 (摩德纳)

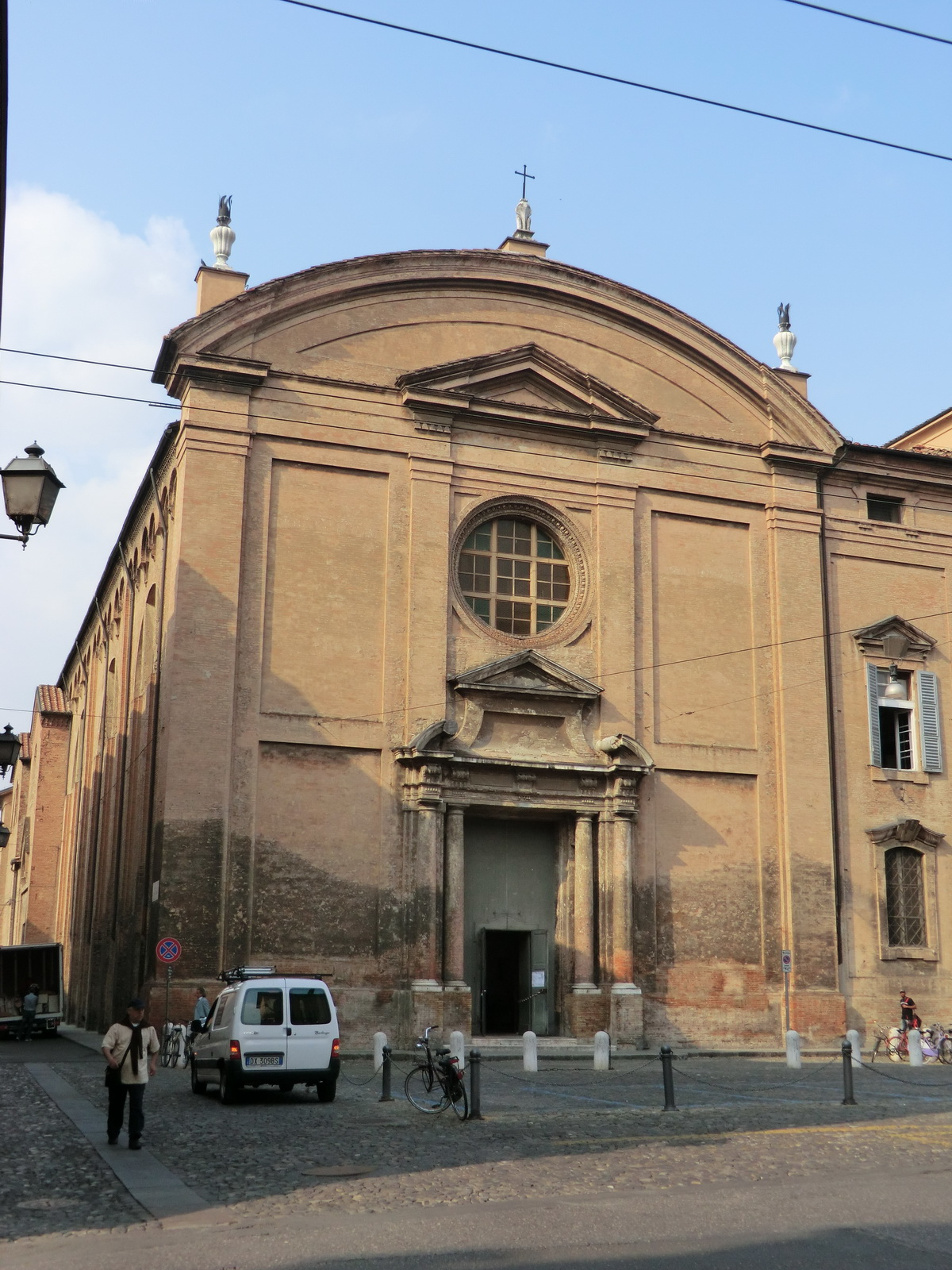
圣奥斯定堂

圣奥斯定堂（Chiesa Parrocchiale di Sant'Agostino）是一座罗马天主教教堂，位于意大利摩德纳市中心的圣奥斯定广场上。

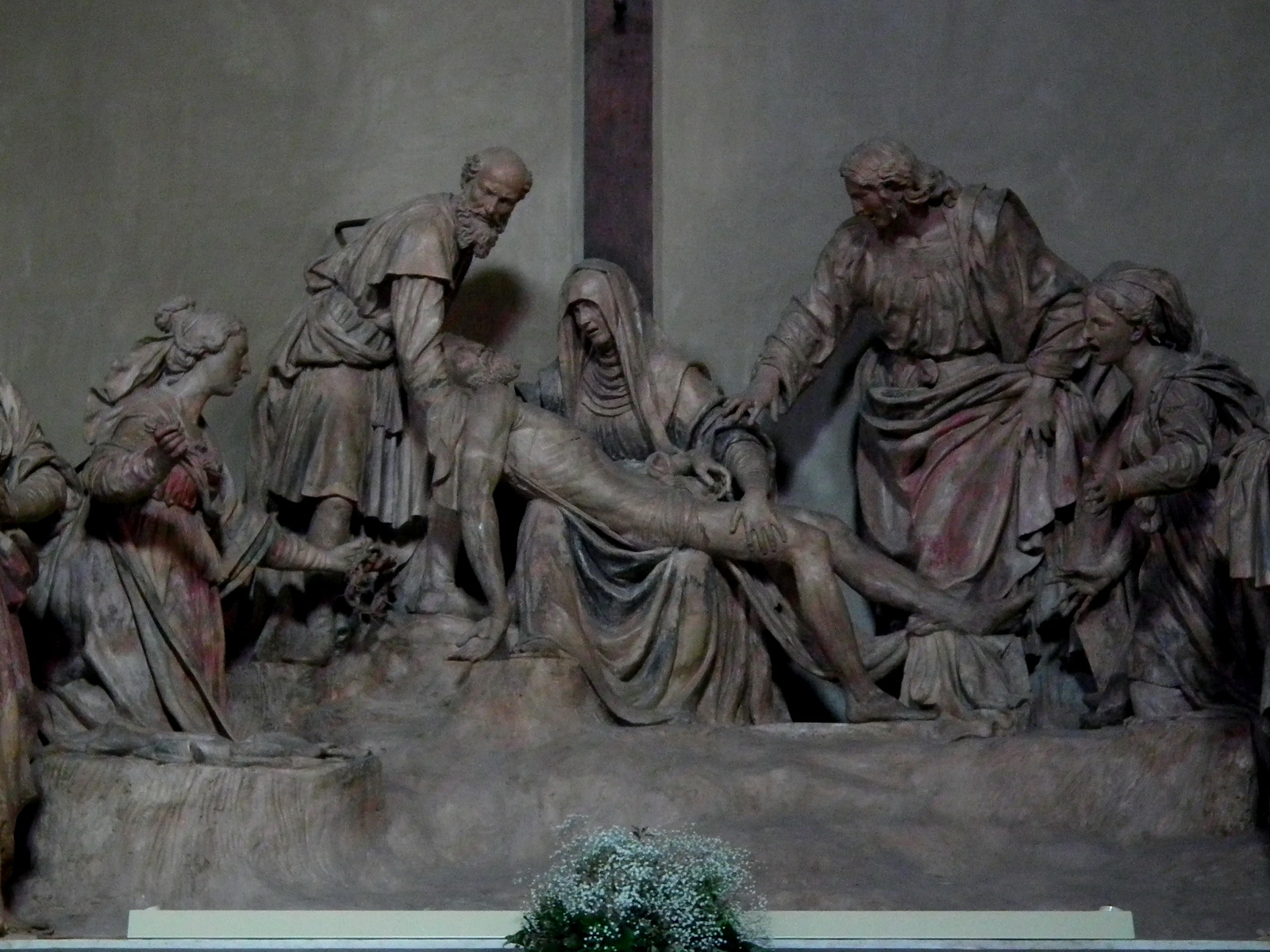
贝加雷利的下十字架

这座教堂由奥斯定会于14世纪建立，1662年至1663年间由摄政公爵夫人劳拉·马丁诺齐为其丈夫阿方索四世·埃斯特的葬礼而迅速翻修。新教堂由建筑师吉安·贾科莫·蒙蒂设计，成为埃斯特家族的葬礼教堂。这一系列丰富的装饰是由耶稣会士多梅尼科·甘贝蒂设计的，他在1659年还负责了弗朗西斯科·埃斯特的葬礼，他是教堂里第一位被纪念的公爵。“
在弗朗西斯科公爵的葬礼上，按照当时的惯例，教堂进行彻底改造，使一系列华丽的临时装饰。但是在阿方索四世的例子中，这些成为永久性的，成为欧洲葬礼艺术史上独一无二的事件。丰富的石膏制品和绘画，描绘了一系列令人印象深刻的与埃斯特家族有关的君主、皇后、国王和王后、圣人、主教和教宗。宫廷中最重要的艺术家都受到了委托，包括奥利维尔·多芬、西吉斯蒙多科拉、弗朗西斯科·斯特林加、拉坦齐奥·马斯基奥和乔瓦尼·拉佐尼。2012年地震后，该教堂于2018年重新向公众开放，收藏了许多杰作，包括安东尼奥·贝加雷利的16世纪 下十字架，以及托马索·达·摩德纳的14世纪圣母子壁画片段。。
教堂的砖砌立面相当朴素，然而内部装饰极为精美。教堂的布局是，宽阔的中殿和突出的侧祭坛。天花板上是带框的油画，上面覆盖着大量的灰泥雕塑。